# Crataegus suborbiculata
Crataegus suborbiculata es una especie de planta del género Crataegus, perteneciente a la familia Rosaceae.

## Taxonomía
Crataegus suborbiculata fue descrita por Charles Sprague Sargent en 1922.

## Distribución
Se encuentra en el territorio este de Canadá hasta el noreste de Estados Unidos.